# Бјарни Херјолфсон
Бјарни Херјолфсон (норв. Bjarni Herjólfsson) је био норвешки истраживач (Викинг), за кога се вјерује да је био први европљанин који је дошао до копна Сјеверне Америке. Док је пловио са Исланда према Гренланду 986. године, Бјарни је ношен јаком олујом скренуо са курса. Док је покушавао да се врати на курс угледао је брда покривена шумом на западу. Журећи да стигне на предвиђени циљ Бјарни није желио да губи вријеме истражујући нове земље. По доласку на Гренланд и касније у Норвешку, објавио је своје откриће, али нико није био заинтересован у то вријеме.